# Сент-Джозеф (Доминика)
Сент-Джозеф или Приход Святого Иосифа (англ. Saint Joseph Parish) — один из 10 административных приходов Доминики. Общая площадь — 120,1 км².
Сент-Джозеф является самым крупным населенным пунктом в приходе. Большинство деревень прихода расположены на берегу (Солсбери, Морн-Рашетт, Меро, Кулибистри), однако деревня Белль находится вдали от берега.
По территории прихода протекает самая длинная река Доминики, Лаю.

## География
Граничит с приходами Сент-Питер на севере, Сент-Эндрю на северо-востоке, Сент-Дэвид на востоке и Сент-Пол на юге.

### Население
Согласно данным на 2001 года население прихода составляло 5 765 человек. Плотность 48 чел./км².
| Приход/дата (гг-мм-дд) | 1946-04-09 | 1970-04-07 | 1981-04-07 | 1991-05-12 | 2001-05-12 | 2011-05-14 |
| ---------------------- | ---------- | ---------- | ---------- | ---------- | ---------- | ---------- |
| Сент-Джозеф            | 4,205      | 6,362      | 6,606      | 6,183      | 5,770      | 5,637      |